# Mohammad Bagheri Motamed
Mohammad Bagheri Motamed (født 24. januar 1986) er en iransk taekwondoudøver, der konkurrerer i vægtklassen 68 kilo.